# Мајтинген
Мајтинген (њем. Meitingen) град је у њемачкој савезној држави Баварска. Једно је од 46 општинских средишта округа Аугсбург. Према процјени из 2010. у граду је живјело 11.107 становника. Посједује регионалну шифру (AGS) 9772177.

## Географски и демографски подаци
Мајтинген се налази у савезној држави Баварска у округу Аугсбург. Град се налази на надморској висини од 433 метра. Површина општине износи 29,9 km². У самом граду је, према процјени из 2010. године, живјело 11.107 становника. Просјечна густина становништва износи 372 становника/km².

## Међународна сарадња
| Мјесто | Држава    | Врста сарадње | Од    |
| ------ | --------- | ------------- | ----- |
|        | Француска | партнерство   | 1973. |
| Извор  |           |               |       |